# Wasilij Podtynny
Wasilij Dmitrijewicz Podtynny (ros. Василий Дмитриевич Подтынный; ur. w 1920 we wsi Piatogorowka w obwodzie donieckim, zm. w 1960 w Ługańsku) – radziecki porucznik, kolaborant niemiecki, komendant rewiru policyjnego, a następnie zastępca komendanta pomocniczej policji porządkowej w okupowanym Krasnodonie i komendant policji w przysiółku Pierwomajka podczas II wojny światowej.
Po ataku wojsk niemieckich na ZSRR (22 czerwca 1941) w stopniu porucznika dowodził baterią artylerii przeciwpancernej. Jesienią 1941 ranny dostał się do niewoli niemieckiej. Osadzono go w obozie jenieckim pod Umaniem, skąd udało mu się zbiec. W sierpniu 1942 przybył do okupowanego przez Niemców Krasnodonu, gdzie wstąpił do pomocniczej policji porządkowej. Po pewnym czasie objął funkcję komendanta rewiru policyjnego i przysiółka Pierwomajka. Brał czynny udział w rozpracowaniu i rozbiciu młodzieżowej organizacji konspiracyjnej „Młoda Gwardia” (Lubow Szewcowa, Uljana Gromowa i in.). W styczniu 1943 mianowano go feldfeblem Wehrmachtu i zastępcą komendanta policji porządkowej Krasnodonu. Przed odzyskaniem miasta przez Armię Czerwoną w poł. lutego tego roku ewakuował się na zachód. Ukrywał się na obszarze obwodu odeskiego. Następnie w czerwcu zgłosił się pod fałszywym nazwiskiem do służby wojskowej w Armii Czerwonej. W sierpniu 1946 został zdemobilizowany. Mieszkał na Ukrainie, a potem w Kazachstanie. Na pocz. lat 50. przyjechał do obwodu stalinskiego, gdzie podjął pracę w jednym z sowchozów.
W kwietniu 1959 został aresztowany przez organy bezpieczeństwa. Po procesie skazano go początkowo na karę 15 lat więzienia, ale potem zmieniono na karę śmierci przez rozstrzelanie.